# Кеннет Вермер
Кеннет Гарольд Вермер (нід. Kenneth Harold Vermeer, нар. 10 січня 1986, Амстердам, Нідерланди) — нідерландський футболіст, воротар національної збірної Нідерландів та клубу «Феєнорд».
Триразовий володар Суперкубка Нідерландів. Триразовий володар Кубка Нідерландів. П'ятиразовий чемпіон Нідерландів.

## Клубна кар'єра
Вихованець футбольної школи клубу «Аякс». Дорослу футбольну кар'єру розпочав 2005 року в основній команді того ж клубу, в якій провів два сезони. За цей час виборов титул володаря Суперкубка Нідерландів, ставав володарем Кубка Нідерландів (двічі).
Протягом 2007—2008 років захищав кольори команди клубу «Віллем II».
Своєю грою за останню команду знову привернув увагу представників тренерського штабу клубу «Аякс», до складу якого повернувся 2008 року. Цього разу відіграв за команду з Амстердама наступні шість сезонів ігрової кар'єри. За цей час додав до переліку своїх трофеїв ще один титул володаря Кубка Нідерландів.
До складу клубу «Феєнорд» приєднався 2014 року.

## Виступи за збірні
Протягом 2005—2008 років залучався до складу молодіжної збірної Нідерландів. На молодіжному рівні зіграв у 26 офіційних матчах, пропустив 2 голи.
2012 року дебютував в офіційних матчах у складі національної збірної Нідерландів.
| Дата       | Місто     | Господарі  | Результат | Гості     | Турнір           | Голи | Примітки |
| ---------- | --------- | ---------- | --------- | --------- | ---------------- | ---- | -------- |
| 14-11-2012 | Амстердам | Нідерланди | 0 – 0     | Німеччина | товариський матч | -    |          |
| Усього     |           | Матчів     | 1         |           | Голів            | -0   |          |

## Досягнення
- Чемпіон Нідерландів:

«Аякс»: 2010–2011, 2011–2012, 2012–2013, 2013–2014
«Феєнорд»: 2016–2017
- Володар Кубка Нідерландів:

«Аякс»: 2005–2006, 2006–2007, 2009–2010
«Феєнорд»: 2015–2016
- Володар Суперкубка Нідерландів:

«Аякс»: 2005, 2006, 2013
«Феєнорд»: 2017, 2018
- Чемпіон Бельгії:

«Брюгге»: 2017–2018
- Чемпіон Європи (U-21): 2006, 2007